# Return to the Planet of the Apes
Return to the Planet of the Apes is een Amerikaanse animatieserie uit 1975, gebaseerd op het boek De Apenplaneet van Pierre Boulle. De serie is een coproductie van DePatie-Freleng Enterprises en 20th Century Fox Television, en telt 13 afleveringen.

## Achtergrond
In tegenstelling tot de meeste andere bewerkingen van De Apenplaneet, waarin de apenbeschaving vrij primitief is, is de apenbeschaving uit Return to the Planet of the Apes een stuk moderner, met onder andere auto’s, films, televisies en andere technologie. Dit is meer in overeenstemming met Boulle’s boek.
De serie werd geproduceerd na afloop van de originele filmreeks en live-action televisieserie, en was jarenlang de laatste Planet of the Apes-project. Samen met de film Beneath the Planet of the Apes is deze serie de enige van de originele Planet of the Apes-producties waar Roddy McDowall niet bij betrokken was.
De serie werd oorspronkelijk uitgezonden op National Broadcasting Company. In 1992 werd de serie herhaald op Sci Fi Channel. De muziek van de serie is gecomponeerd door Dean Elliott en Eric Rogers
De serie werd bekritiseerd vanwege onder andere de hoge mate waarin oude tekeningen, zoals achtergronden, telkens opnieuw werden gebruikt om de productiekosten te drukken. Wel werd de serie geprezen voor het camerawerk, de verhalen, en de illustraties, mede gemaakt door Doug Wildey.

## Verhaal
In de serie beland een nieuwe groep aardse astronauten op de apenplaneet, en belanden in het conflict tussen de geavanceerde apenbeschaving en primitieve mensen. Terwijl ze proberen om uit te vinden wat er gaande is, proberen ze tevens de mensen van de planeet tegen de apen te beschermen.
Elke aflevering bevat grotendeels een afgerond verhaal, maar er komen wel enkele rode draden in voor zoals elementen uit een eerdere aflevering die in een latere weer terugkeren.
De serie leent elementen uit zowel het boek, de films, als de televisieserie, zoals generaal Urko, Zaius, Zira en Cornelius, Brent en Nova.
De serie kent een open einde.

## Personages
- Bill Hudson – een van de twee mannelijke astronauten.
- Cornelius – een chimpansee-wetenschapper/archeoloog
- Zira – een vrouwelijke chimpansee-wetenschapper, die zich vaak kritisch uit tegen het regime van de gorilla’s.
- Generaal Urko – een sadistische gorillageneraal, die alle mensen en underdwellers wil uitroeien.
- Judy Franklin – de enige vrouwelijke astronaut. Ze is een ervaren pilote.
- Jeff Allen – de andere mannelijke astronaut. Hij is een Afro-Amerikaan.
- Dr. Zaius – een orang-oetan en leider van de wetenschappelijke gemeenschap op de planeet.
- Nova – een mensenvrouw, en een oorspronkelijke bewoner van de Apenplaneet.
- Ronald Brent - een Amerikaanse astronaut die al voor Bill, Judy en Jeff op de apenplaneet is neergestort.
- Krador – de leider van de underdwellers; een ras gelijk aan de mutanten uit Beneath the Planet of the Apes.

## Afleveringen
1. Flames of Doom
2. Escape from Ape City
3. Lagoon of Peril
4. Tunnel of Fear
5. The Unearthly Prophecy
6. Screaming Wings
7. Trail to the Unknown
8. Attack from the Clouds
9. Mission of Mercy
10. Invasion of the Underdwellers
11. Battle of the Titans
12. Terror on Ice Mountain
13. River of Flames

Jarenlang deed zich het gerucht ronde dat er nog een scenario in omloop zou zijn van een nooit gemaakte 14e aflevering, getiteld "A Date With Judy". Dit was echter in werkelijkheid een werktitel van de aflevering "The Unearthly Prophecy."

## Rolverdeling
- Richard Blackburn - Bill Hudson
- Henry Corden - Cornelius, General Urko
- Philippa Harris - Dr. Zira
- Edwin Mills - Cornelius
- Claudette Nevins - Judy Franklin
- Austin Stoker - Jeff Allen
- Tom Williams - Bill Hudson